# Hermann Regner
Hermann Regner (* 12. Mai 1928 in Marktoberdorf, Allgäu; † 29. Dezember 2008 in Großgmain/Salzburg) war ein deutscher Musikpädagoge und Komponist.

## Leben
Hermann Regner studierte Dirigieren und Komposition am Leopold-Mozart-Konservatorium in Augsburg, danach Musikwissenschaft und Volkskunde an der Ludwig-Maximilians-Universität München. Im Jahr 1957 wurde er ebenda mit der Dissertation „Taktwechselnde Volkstänze im schwäbischen Ries“ zum Dr. phil promoviert.
Von 1958 bis 1964 wirkte Regner als Dozent an der Hochschule für Musik Trossingen, danach war er bis zum Jahr 1993 als Professor für Musikerziehung am Orff-Institut des Mozarteum Salzburg tätig. In den Jahren von 1963 bis 1982 war Regner Mitarbeiter von Carl Orff.
Neben zahlreicher Veröffentlichungen zur Musikpädagogik war Regner Mitherausgeber des Unterrichtswerkes Musik und Tanz für Kinder. Bis zu seinem Tod lebte Hermann Regner mit seiner Frau, der Schriftstellerin Catarina Carsten, in Puch bei Hallein. Sein Enkel ist der bekannte Rocksänger Tobias Regner.

## Auszeichnungen
- Großes Silbernes Ehrenzeichen für Verdienste um die Republik Österreich
- Bundesverdienstkreuz am Bande der Bundesrepublik Deutschland

## Werke (Auswahl)

### Bläsermusik für Orchester
- Schwäbische Bauernmusik (1953)
- Ländliche Tanzsuite (1954)
- Feierliches Bläserspiel (1955)
- Heiteres Spiel (1956)
- Trauermarsch für Bläser (1957)
- Musica semplice (1958)
- Erstes Bläserquintett (1961)
- Bläser-Übung II (1964)
- Spirituals für fünf Blechbläser (1990)
- Zwei Märsche, denen es am nötigen Ernst mangelt (1991)
- Am Anfang (1994)
- Überwiegend heiter (1995)
- Canto pensoso (1996)

### Vokalmusik
- Psalm Four (deutsch und englisch) „Erhöre mich, wenn ich rufe“ – Für gemischten Chor (1968)
- Chorstudien – Für gemischten Chor (1972)
- Psalm 39 „Herr tu mir mein Ende kund“ – Für gemischten Chor (1981)
- Psalm 139 „Erschaffe mir, Gott, ein reines Herz“ – Für gemischten Chor (1981)
- Blessed are those who work for peace – Cantata scenica, für fünfstimmigen Chor, Sprecherin und Perkussion (1983)
- Traumlieder – Für gemischten Chor nach Gedichten von Catarina Carsten (1986)
- Sieben Spirituals & Gospelsongs – in Sätzen für drei- bis vierstimmigen gemischten Chor und Klavier (1986)
- Gebet des Heiligen Franziskus von Assisi – Für gemischten Chor (1992)
- Zehn europäische Weihnachtslieder – in leichten Chorsätzen (1992)
- Zehn Weihnachtslieder in Mitsingsätzen – Für Publikum und drei- bis vierstimmigen gemischten Chor (1993)
- Zwischen Himmel und Erde – Fünf Marienlieder für gemischten Chor nach Texten von Catarina Carsten (1997)

### Ensemblemusik
- Musikalische Bilder – für drei Klarinetten (1956)
- Heiteres Idyll – für drei Klarinetten (1956)
- Älplerische Tanzsuite für Akkordeon-Quintett (1960)
- Cantabile für Posaune und Orgel (1961)
- Klangspiele für Klavier vierhändig und Schlagwerk (1972)
- Drei Lieder nach Texten aus dem alten Griechenland – Duo für Altblockflöte und Gitarre mit Solostimme Sopran (1974)
- Sieben Trios – für Schlaginstrumente (1980)
- Fünf Versuche für Streichquartett – für zwei Violinen, Viola und Violoncello (1987)
- Concertino für drei Trompeten, Orgel und Pauke (1988)
- Vigilia – Trio für Flöte, Viola und Violoncello (1990)
- Triosonate – Trio für zwei Violinen und Klavier (1990)
- Mondzeit – Duo für Blockflöte und Gitarre (1991)
- tubarum clangor erit – Vier Sätze für Trompete und Klavier (1994)
- Im Bannkreis der Sonne – Drei Gedichte von Catarina Carsten für Sopran, Flöte, Violoncello und Klavier (1995)
- Mein Lieblingslied von gestern und andere seltsame Stücke – Duo für Violoncello und Klavier (1995)

### Solomusik
- Musik zur Weihnacht – Aus dem Klavierheft für Johannes für Klavier solo (1960)
- Klaviernotizen – Für Klavier solo (1979)
- Meditationen – Drei Stücke für Altblockflöte solo (1994)
- Canzoni della sera per Violoncello solo (1996)
- Hirtenmusik mit Sackpfeifen – Für Klavier solo (1997)

Quelle: